# Нітартс (Орегон)
Нітартс (англ. Netarts) — переписна місцевість (CDP) в США, в окрузі Тілламук штату Орегон. Населення — 894 особи (2020).

## Географія
Нітартс розташований за координатами 45°26′8″ пн. ш. 123°56′4″ зх. д. / 45.43556° пн. ш. 123.93444° зх. д. (45.435624, -123.934386).  За даними Бюро перепису населення США в 2010 році переписна місцевість мала площу 6,73 км², уся площа — суходіл.

## Демографія
Згідно з переписом 2010 року, у переписній місцевості мешкало 748 осіб у 366 домогосподарствах у складі 218 родин. Густота населення становила 111 особа/км².  Було 775 помешкань (115/км²).
Расовий склад населення:
| - 95,3 % — білих - 1,1 % — корінних американців - 1,5 % — осіб інших рас |

До двох чи більше рас належало 2,1 %. Частка іспаномовних становила 4,1 % від усіх жителів.
За віковим діапазоном населення розподілялося таким чином: 15,1 % — особи молодші 18 років, 64,4 % — особи у віці 18—64 років, 20,5 % — особи у віці 65 років та старші. Медіана віку мешканця становила 52,8 року. На 100 осіб жіночої статі у переписній місцевості припадало 91,8 чоловіків;  на 100 жінок у віці від 18 років та старших — 91,8 чоловіків також старших 18 років.
Середній дохід на одне домашнє господарство  становив 68 726 доларів США (медіана — 62 045), а середній дохід на одну сім'ю — 67 829 доларів (медіана — 61 705). За межею бідності перебувало 9,1 % осіб, у тому числі 0,0 % дітей у віці до 18 років та 11,4 % осіб у віці 65 років та старших.
Цивільне працевлаштоване населення становило 326 осіб. Основні галузі зайнятості: освіта, охорона здоров'я та соціальна допомога — 41,1 %, роздрібна торгівля — 11,3 %, публічна адміністрація — 11,3 %.